# Sereres

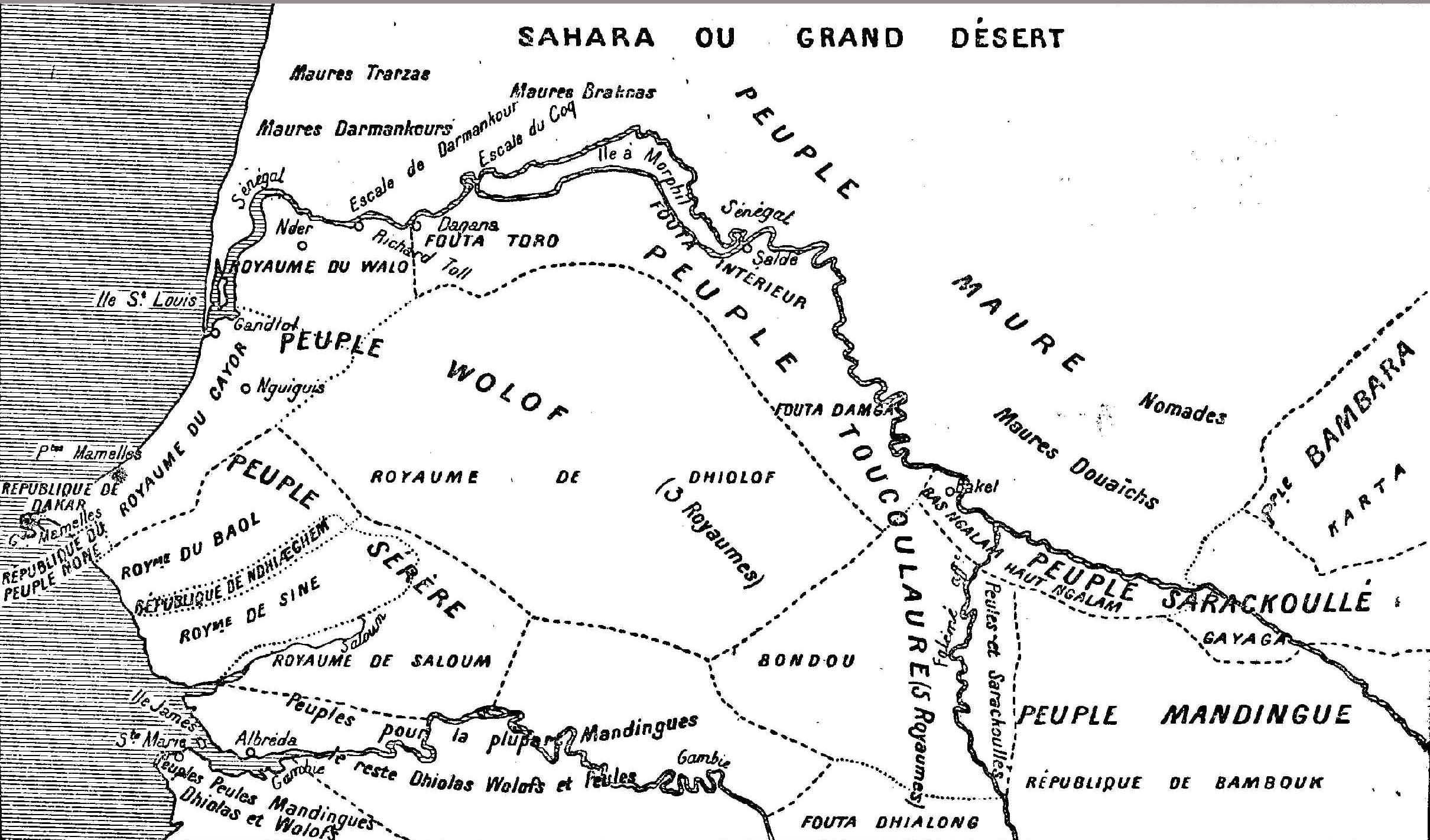
Carte dels pobles del Senegal de l'abat Boilat (1853): un mapa ètnic de Senegal de l'època colonial francesa. Apareixen anotades les àrees interiors com "Peuple Sérère".

El poble serer o serere (també escrit "sérère", "sereer", "serere", "seereer" i algunes vegades de manera equivocada "Serre") són un grup ètnic del Senegal. Juntament amb els diola són reconeguts com els habitants més antics de Senegal i Gàmbia.

## Distribució geogràfica
En el modern Senegal, el poble serer viu en la part centre occidental del país, des de la vora sud de Dakar fins a la frontera amb Gàmbia. Els sereres (també coneguts com a "seex" o "sine-sine") ocupen les zones dels antics regnes de Sine i Saloum (actualment part del Senegal). A Gàmbia, ocupen parts dels antics "Nuimi" i "Baddibu" així com el "Kombo". Els serer-noon ocupen l'antiga àrea de Thiès en l'actual Senegal. Els serer-ndut es troben al Cayor i al nord-oest de l'antiga Thiès. Els serer-njeghen ocupen l'antic Baol o Bawol, mentre que els serer-palor ocupen la zona centro occidental i sud occidental de Thiès i els serer-laalaa el nord de Thiès i l'àrea de Tambacounda.

## Representació
Els serer són el tercer major grup ètnic de Senegal, sumant el 14.7% de la població senegalesa. A Gàmbia no arriben al 2% de la població. A més de Senegal i Gàmbia, també es troben en petits grups al sud de Mauritània. Alguns sereres reconeguts són Isatou Njie-Saidy, vicepresident de Gàmbia, i l'historiador de Senegambia, polític i defensor de la independència de Gàmbia durant l'època colonial Alhaji Alieu Ebrima Cham Joof. A Senegal, són representatius Leopold Sedar Senghor i Abdou Diouf (primer i segon presidents de Senegal, respectivament).

## Etònim
El nom "serere", que no solament identifica al poble serere sinó també la seva llengua, cultura i tradicions; es considera per diferents antropòlegs, lingüistes i historiadors (entre els quals es troben Issa Laye Thiaw, Cheikh Anta Diop i Henry Gravrand) que és una antiga i sagrada paraula de la llengua serere.

## Població
El poble serere és divers i encara que s'estén a través de la regió de Senegambia, és especialment nombrós en llocs com Baol, Sine, Saloum i Gàmbia, que va ser part del regne de Saloum.
La següent taula ofereix l'estimació de la població serer per país:
| País       | Població  |
| ---------- | --------- |
| Senegal    | 1.840.712 |
| Gàmbia     | 31.900    |
| Mauritània | 3.500     |